# Aspåsnäset
Aspåsnäset is een plaats in de gemeente Krokom in het landschap Jämtland en de provincie Jämtlands län in Zweden. De plaats heeft 96 inwoners (2005) en een oppervlakte van 53 hectare. De plaats ligt op circa 25 kilometer van de stad Östersund en ligt vlak bij de rivier de Indalsälven.